# Christof Koch
Christof Koch (ur. 13 listopada 1956 w Kansas City, w USA) – amerykański neurobiolog, znany z badań nad biologicznym podłożem świadomości.

## Życiorys
Uzyskał tytuł doktora w Max Planck Institute for Biological Cybernetics (należącym do Towarzystwa Maxa Plancka) w 1982. Następnie spędził cztery lata na stażu podoktorskim w Massachusetts Institute of Technology, w Artificial Intelligence Laboratory. W 1986 rozpoczął pracę w California Institute of Technology jako asystent profesora. W 2011 został dyrektorem ds. naukowych, a w 2015 – prezesem Allen Institute for Brain Science.

## Działalność naukowa
Pod koniec lat 80. brał udział w badaniach nad procesem widzenia u naczelnych, w szczególności nad tym w jaki sposób poszczególne elementy (kolor, kształt, ruch) są łączone razem w korze wzrokowej.
Od wczesnych lat 90. zajmuje się badaniami nad świadomością i poszukiwaniem tzw. neuronalnych korelatów świadomości (ang. neural correlates of consciousness).

## Książki
- Christof Koch: Biophysics of computation : information processing in single neurons. New York ; Oxford: Oxford University Press, 2004. ISBN 0-19-518199-9. Brak numerów stron w książce
- Christof Koch: The quest for consciousness : a neurobiological approach. ISBN 0-9747077-0-8. Brak numerów stron w książce; polskie wydanie: Christof Koch: Neurobiologia na tropie świadomości. Warszawa: Wydawnictwa Uniwersytetu Warszawskiego, 2008. ISBN 978-83-235-0331-6. Brak numerów stron w książce